# Hayo van Wolvega

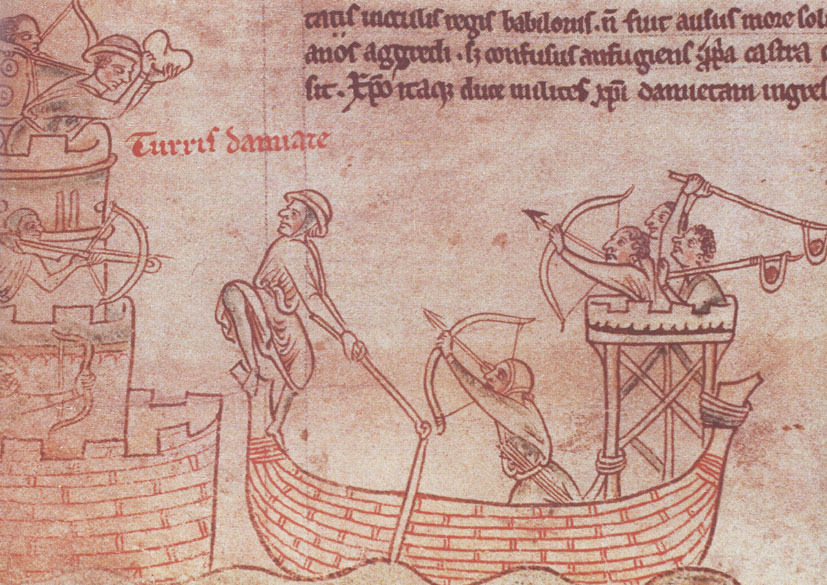
Friezen vallen de toren van Damiate aan. Op de boeg staat een Fries met een dorsvlegel te zwaaien.

Hayo van Wolvega, soms geschreven als Hajo van Wolvega, was een, mogelijk fictieve, kruisvaarder uit Wolvega die deelnam aan de Vijfde Kruistocht.
Er zijn geen historische gegevens over Hayo van Wolvega bekend. In het Jaarboek voor Middeleeuwse Geschiedenis (2002) was hij een ridder. Hij zou een Fries zijn die deelnam aan de Kruistochten. De kruisvaarders wilden in 1218 de Egyptische havenstad Damiate veroveren. Het legendarisch verhaal gaat dat Hayo met zijn dorsvlegel tijdens het Beleg van Damiata de toren aanviel en de eerste klap uitdeelde. In het verhaal volgens Ubbo Emmius was hij bovendien erg bloeddorstig. Uiteindelijk veroverden de kruisvaarders in 1219 de stad.
Antoon Derkinderen schilderde in 1891 Hayo van Wolvega als onderdeel van de 'Eerste Bossche wand' in het Stadhuis van 's-Hertogenbosch. In 1953 maakte kunstenaar Jentsje Popma een glas in loodraam van Hajo van Wolvega die deelnam aan de slag bij Damiate in 1219. Het gedenkraam bevindt zich in het gemeentehuis te Wolvega.
In 2018 onderzocht EO-presentator Kefah Allush in de 4-delige documentaireserie De Kruisvaarder en de Sultan hoe Friese boeren in de dertiende eeuw aan de Vijfde Kruistocht hebben deelgenomen. Het heldenverhaal van Hayo werd gebruikt als uitgangspunt voor de serie.